# Lepisorus scolopendrium
Lepisorus scolopendrium är en stensöteväxtart som först beskrevs av Buch.-ham. och Ren-Chang Ching, och fick sitt nu gällande namn av Mehra och Bir. Lepisorus scolopendrium ingår i släktet Lepisorus och familjen Polypodiaceae. Inga underarter finns listade.